# Santa Eulalia de las Manzanas
 Santa Eulalia de las Manzanas  (o Santa Olalla) fue una localidad española perteneciente al antiguo municipio de Láncara de Luna, en la provincia de León, comunidad autónoma de Castilla y León. Desapareció bajo las aguas del embalse de Barrios de Luna, lo mismo que su ayuntamiento y los pueblos de Arévalo, Campo de Luna, La Canela, Casasola, Cosera, Lagüelles, Miñera, Mirantes de Luna, El Molinón, San Pedro de Luna, o de los Borricos, Trabanco y Ventas de Mallo.

## Geografía física

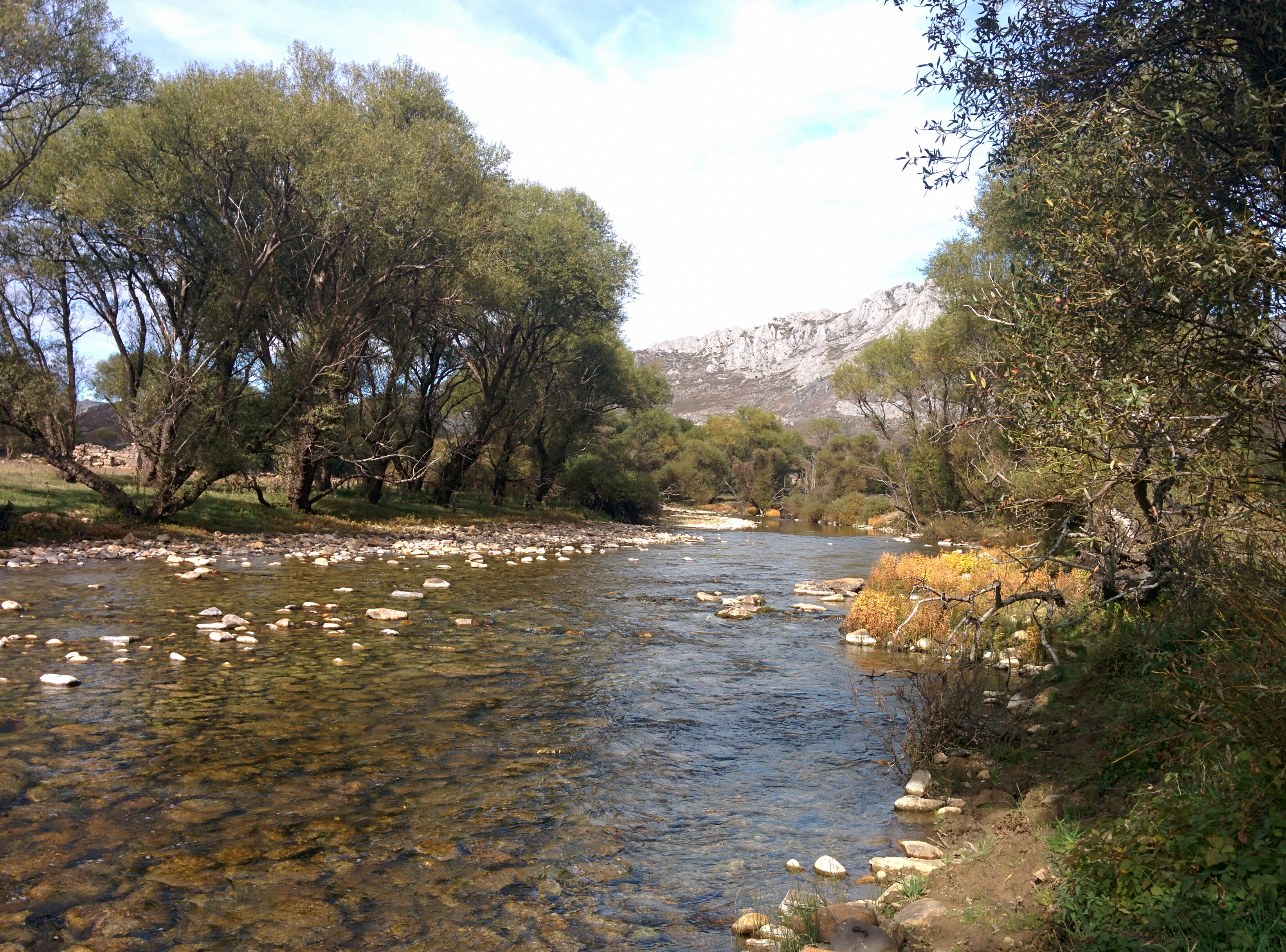
Río Luna a su paso por Santa Eulalia de las Manzanas

### Ubicación
Estaba situado en la margen derecha del río Luna, sobre la falda de una montaña que se eleva por el oeste.

## Historia
siglo XIX
En el siglo XIX Pascual Madoz en su Diccionario Geográfico lo describió como lugar del Ayuntamiento de Láncara, partido judicial de Murias de Paredes, audiencia territorial y capitanía general de Valladolid y diócesis de Oviedo. Tenía una iglesia parroquial llamada de Santa Eulalia. Las aguas potables eran de buena calidad. Tuvo escuela de primeras letras para ambos sexos. Sus caminos locales eran carreteros y malos. Se recibía la correspondencia desde San Pedro de Luna los martes y viernes y salía del pueblo los miércoles y jueves. El terreno era de mala calidad pero producía  trigo, centeno, legumbres y lino y se cultivaban pastos para la cría del ganado vacuno, lanar, cabrío y caballar; contaban con caza de perdices y pesca de truchas.
siglo XX
En 1956 se construyó para zonas de regadío del Páramo Leonés y la comarca del río Órbigo el embalse de Barrios de Luna cuyo proyecto databa de 1935-1936 y que provocó la despoblación de 14 pueblos: El Ayuntamiento de Láncara de Luna quedó sumergido junto con sus pueblos Arévalo, Campo de Luna, La Canela, Casasola, Cosera de Luna, Lagüelles, Láncara de Luna, Miñera, El Molinón, Oblanca, San Pedro de Luna, Santa Eulalia de las Manzanas, Truva y Ventas de Mallo.